# Estadio Reales Tamarindos
El Estadio Reales Tamarindos es un estadio multiusos ubicado en la avenida Universitaria y calle César Chávez Cañarte de la ciudad de Portoviejo, provincia de Manabí, Ecuador. Fue inaugurado el 7 de junio de 1970, y es usado mayoritariamente para la práctica del fútbol, y allí juega como local la Liga Deportiva Universitaria de Portoviejo, equipo de la  Segunda Categoría de Ecuador 2023 del fútbol ecuatoriano. Su capacidad es de aproximadamente 21 000 espectadores.

## Historia
El estadio fue construido en 1970 para que Liga Deportiva Universitaria de Portoviejo pueda jugar de local los partidos de Campeonato Nacional, al cual accedía por primera vez un equipo de Portoviejo. En su lugar estuvo el antiguo Estadio Municipal, propiedad de la Liga Cantonal de Fútbol de la ciudad, que era muy pequeño y carecía de tribunas de cemento y otros requisitos para ser habilitado para partidos de Serie A. Al ser inaugurado, el Reales Tamarindos tenía una moderna tribuna de cemento, que es la que hoy es la tribuna principal; en esa época ya tenía el palco de prensa y parte del techo actuales, pero solo se extendía a lo largo de parte de la cancha. El resto de las tribunas eran la preferencia (opuesta a la tribuna) y las generales norte (custodiada por frondosos árboles de mango) y sur (esta última destinada a los niños), todas hechas de tablones de madera y que se extendían en forma de óvalo detrás de los arcos dejando espacio para una pista atlética. Luego se implementaron cuatro modernas torres de iluminación, y se construyó un marcador electrónico de fabricación húngara Electroimpex que todavía sigue en pie (aunque hoy abandonado y tapado detrás de la general norte).
La modernización del Reales Tamarindos comenzó por ocasión de los X Juegos Bolivarianos 1985. Se modernizó la tribuna principal y se convirtió su sección superior en palcos. Más importante aún fue el trabajo en la preferencia, que fue completamente reconstruida en un diseño moderno de cemento, similar al de la tribuna con mayor longitud y altura; y sólo dejando las generales antiguas de madera. Finalmente, para la Copa América de 1993 se terminó la renovación al hacer nuevas generales modernas de cemento integradas a la preferencia y la tribuna, haciéndolas más altas y cercanas a la cancha (y dejando el antiguo marcador electrónico y la pista atlética obsoletos). También se extendió el techo de la tribuna principal y se modernizaron los interiores, manteniéndose así el estadio hasta el día de hoy.
A nivel internacional, este estadio primero acogió los X Juegos Bolivarianos Ambato, Cuenca y Portoviejo 1985. Luego fue una de las sedes de la Copa América Ecuador 1993, y se disputaron allí partidos entre México, Bolivia, Colombia y Ecuador (país anfitrión). Dos años después fue una de las sedes del Campeonato Mundial Sub-17 Ecuador 1995, disputándose allí partidos entre Nigeria, Omán, Brasil, Australia, Ghana y Argentina. Seis años después, en el estadio se jugaron tres partidos de la ronda final del Campeonato Sudamericano Sub-20 Ecuador 2001, donde se disputaron encuentros entre Brasil, Colombia, Argentina, Chile, Paraguay y Ecuador (como anfitrión).
El estadio desempeña un importante papel en el fútbol local, ya que clubes portovejenses como Liga de Portoviejo, Deportivo del Valle, Club Atlético Portoviejo, Green Cross de Manta y Delfín Sporting Club de Manta (provisionalmente) hacían y/o hacen de locales en este escenario deportivo.
A nivel nacional, el Reales Tamarindos fue sede de los VI Juegos Deportivos Nacionales Manabí 1985. Asimismo, el estadio acoge distintos eventos deportivos a niveles provincial y local (que también suelen realizarse en el Complejo Deportivo La California de Portoviejo).
Este escenario deportivo también es usado para varios eventos de tipo cultural, especialmente conciertos musicales (que también se realizan en el Coliseo Eloy Alfaro de Portoviejo y en el Coliseo Mayor del Complejo Polideportivo La California de Portoviejo).
El estadio también sufrió graves daños en su estructura, provocados por el terremoto que afectó a las provincias de Manabí y Esmeraldas el 16 de abril de 2016.

## Partidos en el Estadio Reales Tamarindos de Portoviejo

### Partidos de la Copa América Ecuador 1993
En el Estadio Reales Tamarindos se jugaron los siguientes partidos:
| 23 de junio de 1993 | México | 0:0 | Bolivia |                                                                    |  |
|                     |        |     |         | Asistencia: 20.000 espectadores Árbitro(s): Jorge Nieves (Uruguay) |  |

| 3 de julio de 1993 | Ecuador | 0:1 (0:0) | Colombia     |                                                                         |                                                                         |
|                    |         |           | Valencia 86' | Asistencia: 18.000 espectadores Árbitro(s): Álvaro Arboleda (Venezuela) | Asistencia: 18.000 espectadores Árbitro(s): Álvaro Arboleda (Venezuela) |

### Partidos del Mundial Sub-17 Ecuador 1995
En el Estadio Reales Tamarindos se jugaron los siguientes partidos:
| 12 de agosto de 1995 | Nigeria             | 1:2 (1:1) | Omán                       |                                                                        |                                                                        |
|                      | Chukwueke 13' (pen) |           | Al-Kathiri 32' Al-Nobi 49' | Asistencia: 12.000 espectadores Árbitro(s): Hartmut Strampe (Alemania) | Asistencia: 12.000 espectadores Árbitro(s): Hartmut Strampe (Alemania) |

| 13 de agosto de 1995 | Brasil                                   | 3:1 (1:1) | Australia   |                                                                      |                                                                      |
|                      | Rodrigo 14' Kléber 65' Marco Antonio 75' |           | Allsopp 32' | Asistencia: 12.000 espectadores Árbitro(s): Antonio Marrufo (México) | Asistencia: 12.000 espectadores Árbitro(s): Antonio Marrufo (México) |

| 17 de agosto de 1995 | Ghana                            | 3:1 (1:0) | Omán           |                                                                         |                                                                         |
|                      | Ansah 38' Kamara 54' Iddrisu 72' |           | Al-Kathiri 67' | Asistencia: 12.000 espectadores Árbitro(s): Jose Luis Da Rosa (Uruguay) | Asistencia: 12.000 espectadores Árbitro(s): Jose Luis Da Rosa (Uruguay) |

### Partidos del Sudamericano Sub-20 Ecuador 2001
En el Estadio Reales Tamarindos se jugaron los siguientes partidos:
| 28 de enero de 2001 | Paraguay | 1:2 | Chile |                                 |  |
|                     |          |     |       | Asistencia: 18.000 espectadores |  |

| 28 de enero de 2001 | Brasil | 1:0 | Argentina |                                 |  |
|                     |        |     |           | Asistencia: 18.000 espectadores |  |

| 28 de enero de 2001 | Ecuador | 0:1 | Colombia |                                 |  |
|                     |         |     |          | Asistencia: 18.000 espectadores |  |